# 북구 을 (인천)
북구 을은 대한민국의 옛 국회의원 선거구이다. 당시 인천직할시 북구 지역을 관할했다.

## 역사
대한민국 제13대 국회의원 선거를 앞두고 동구·북구 선거구에서 분리되어 신설되었다.
1995년 3월 1일을 기해 인천광역시 북구가 부평구로 이름을 바꾸었고 북구의 일부가 계양구에 편입되었다다. 이에대한민국 제15대 국회의원 선거를 앞두고 북구 을 선거구가 부평구 을, 계양구·강화군 갑, 계양구·강화군 을 선거구로 각각 분리되면서 폐지되었다.

## 역대 국회의원
| 선거   | 정당 | 정당       | 의원   |
| ------ | ---- | ---------- | ------ |
| 1988년 |      | 민주정의당 | 이승윤 |
| 1992년 |      | 민주자유당 | 이승윤 |

## 역대 선거 결과

### 대한민국 제13대 국회의원 선거
|  | 31.99% |

|  | 21.51% |

|  | 16.38% |

|  | 15.45% |

|  | 14.64% |

### 대한민국 제14대 국회의원 선거
|  | 34.18% |

|  | 29.48% |

|  | 21.61% |

|  | 14.72% |